# Otto Heinrich von Bylandt-Rheydt
Otto Heinrich von Bylandt-Rheydt (* 1554 in Brempt; † 14. September 1608 in Utrecht) war ein Kurbrandenburgischer Geheimer Rat und Kriegsoberster.

## Leben

### Herkunft und Familie
Otto Heinrich war Angehöriger der niederrheinisch-cleveschen Reichsfreiherrn Bylandt-Rheydt. Er war der zweitgeborene und älteste überlebende Sohn von Otto von Bylandt-Rheydt (1530–1591) aus dessen Ehe mit Maria von dem Bongard (1535–1616). Beim Tod seines Vaters beerbte er diesen als Herr zu Rheydt im Herzogtum Jülich. Er hatte eine Tochter Maria, welche um 1620 den Wacht- und Rentmeister Ferdinand Appoltz, sowie 1639 verwitwet den Gerichtsschreiber und Rentmeister Johannes Pfeiffer ehelichte.

### Werdegang
Bylandt beschritt zunächst eine Offizierslaufbahn und avancierte bis zum Kriegsobersten. Am Neujahrstag 1605 wurde er zum brandenburgischen Geheimen Kammerrat und Obermarschall ernannt. Er war Mitglied des Geheimen Ratskollegiums, fand jedoch hauptsächlich in den Jülichschen Erblanden Verwendung. Zur Sicherung der brandenburgischen Ansprüche ebendort vermittelte er 1605 ein Bündnis mit den Niederlanden. Erst nach seinem Tod entluden sich die auch religiös aufgeladenen Spannungen im Jülich-Klevischen Erbfolgestreit, in dessen Ergebnis Brandenburg seine Ansprüche sichern konnte.